# 赫羅馬河
赫羅馬河是俄羅斯的河流，由薩哈共和國負責管轄，河道全長685公里，流域面積約19,700平方公里，河水主要來自融雪和雨水，最終注入東西伯利亞海的赫羅馬灣。